# واصل آباد (مقاطعة فسا)
واصل‌آباد (بالفارسية: واصل‌آباد) هي قرية تقع في Now Bandegan District في إيران. يقدر عدد سكانها بـ 338 نسمة .